# Proceraea pectinans
Proceraea pectinans är en ringmaskart som beskrevs av Hartmann-Schröder 1983. Proceraea pectinans ingår i släktet Proceraea och familjen Syllidae. Inga underarter finns listade i Catalogue of Life.